# Турнфеј
Турнфеј (фр. Tournefeuille) град је у Француској, у департману Горња Гарона.
По подацима из 1999. године број становника у месту је био 22.758.

## Демографија
| 1962. | 1968. | 1975. | 1982. | 1990.  | 1999.  | 2011.  |
| ----- | ----- | ----- | ----- | ------ | ------ | ------ |
| 2.209 | 3.438 | 5.291 | 8.541 | 16.669 | 22.758 | 25.763 |

## Партнерски градови
- Граус